# Satawal
Satawal – miasto w Mikronezji, w stanie Yap. Według danych szacunkowych na rok 2012 liczyło 594 mieszkańców